# Graphisurus triangulifer
Graphisurus triangulifer là một loài bọ cánh cứng trong họ Cerambycidae.